# Hugues Bidoit
Hugues Bidoit (Reims, 2 avril 1817 - Reims, 11 septembre 1890) est un photographe français.

## Biographie
Hugues Bidoit est actif en Belgique : à Gand, Liège et Bruxelles de 1853 à la fin des années 1860.

## Collections
- Bibliothèque nationale de France
- Musée de l'Industrie (Gand)

## Expositions
- Paris, 1859 (Portraits, dont une femme noire et des panotypes[2]).

## Galerie

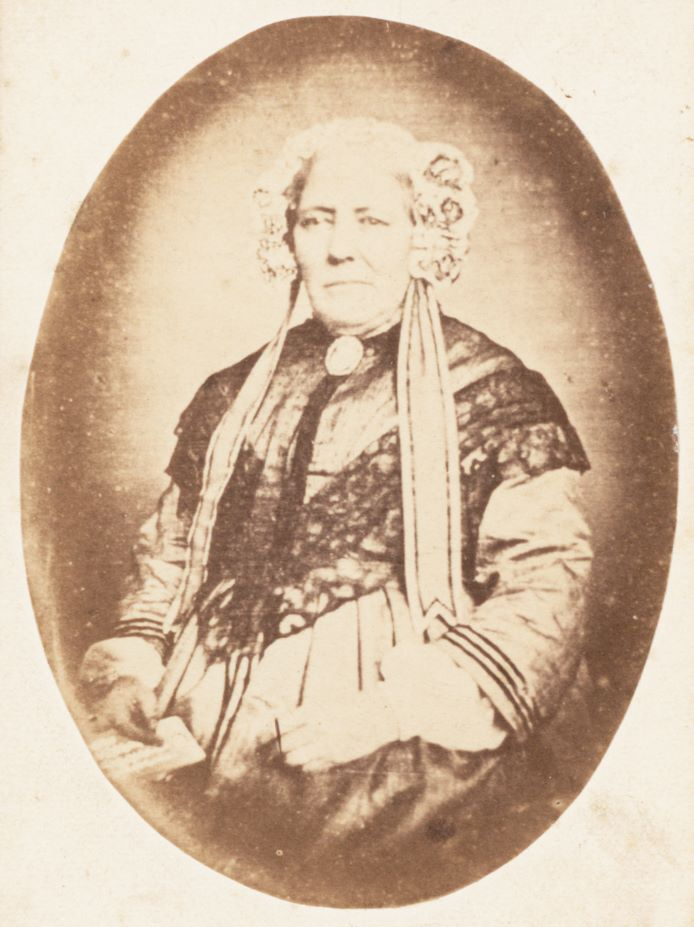
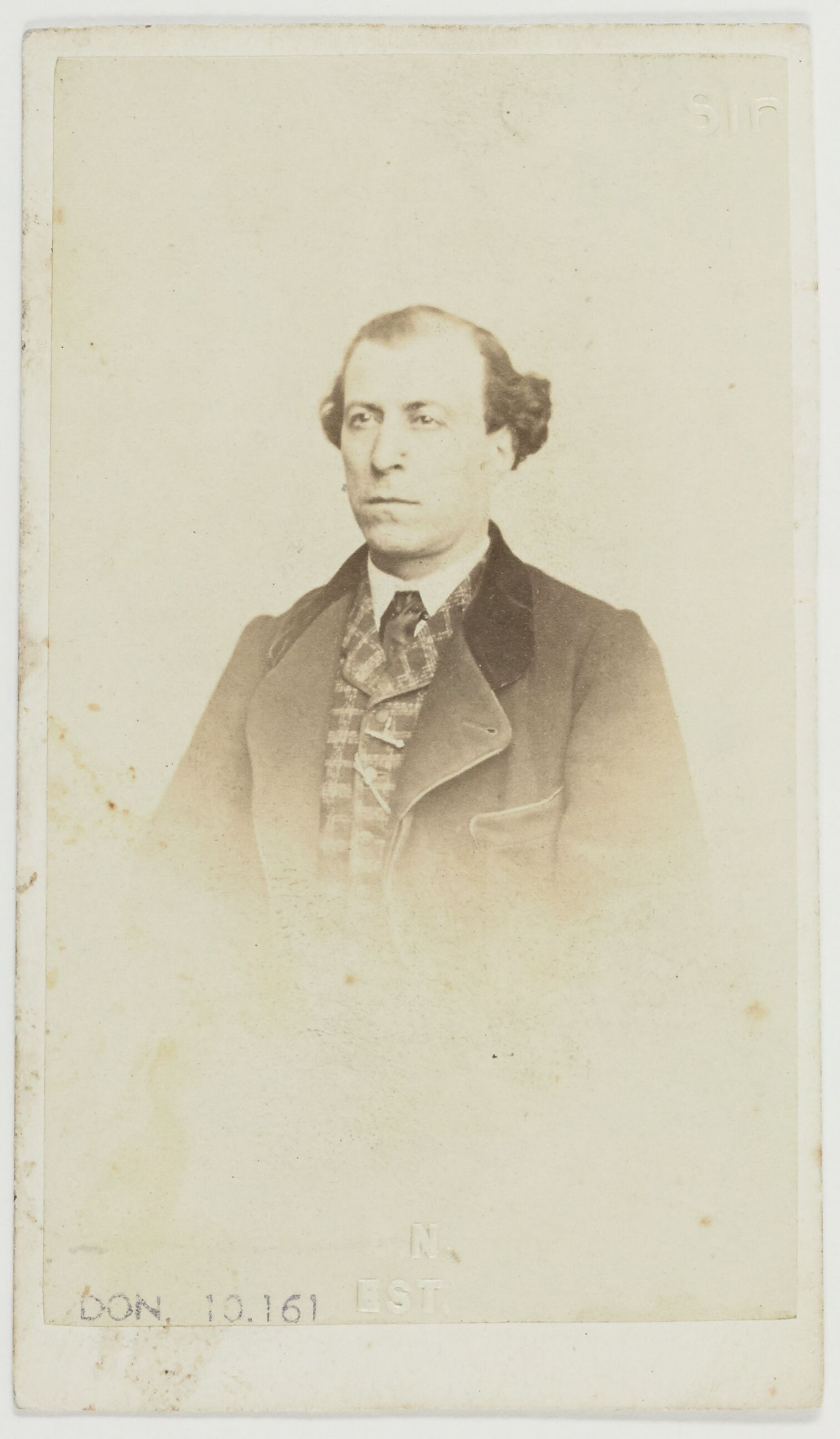
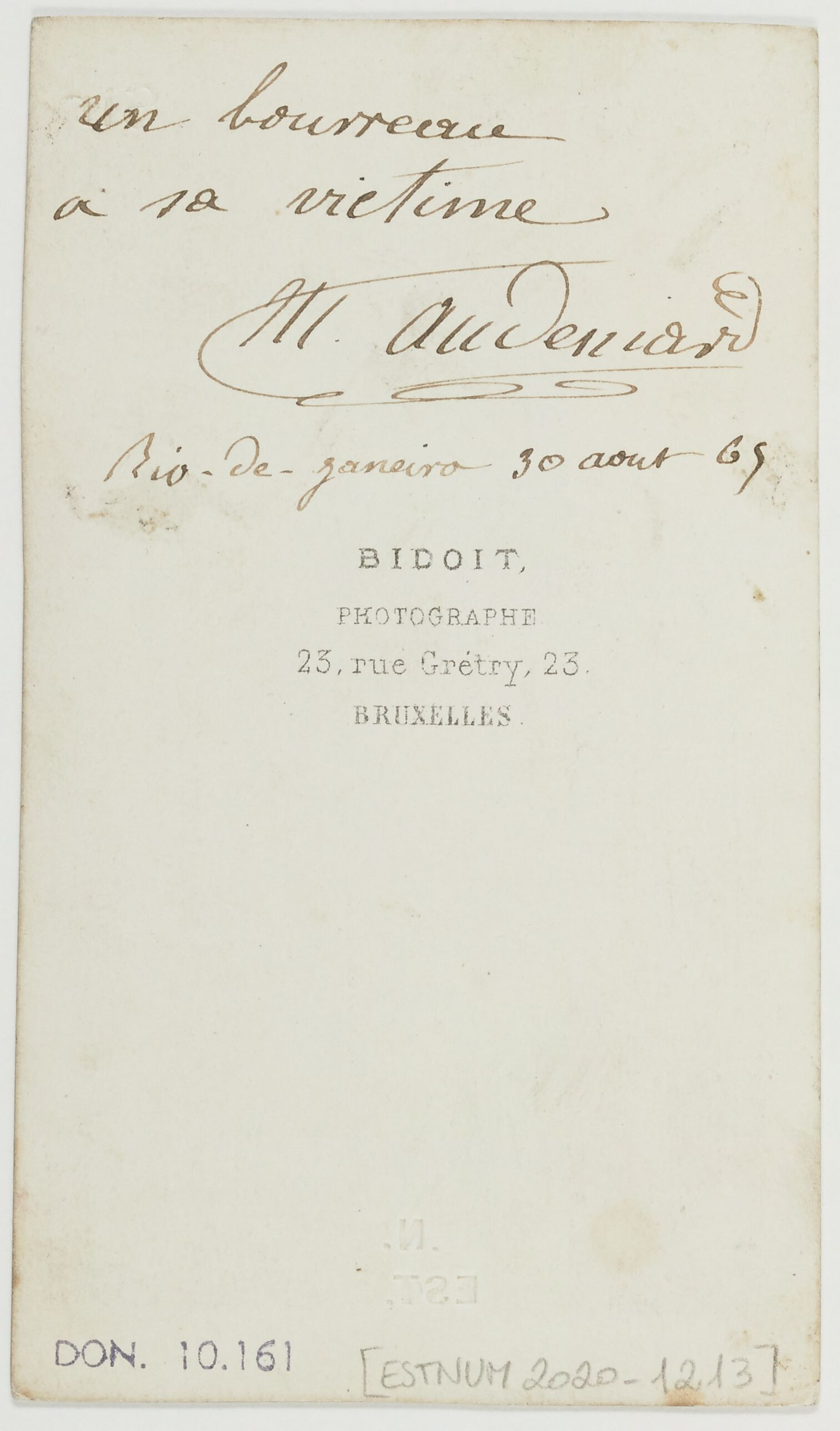